# C.O. Liljegren

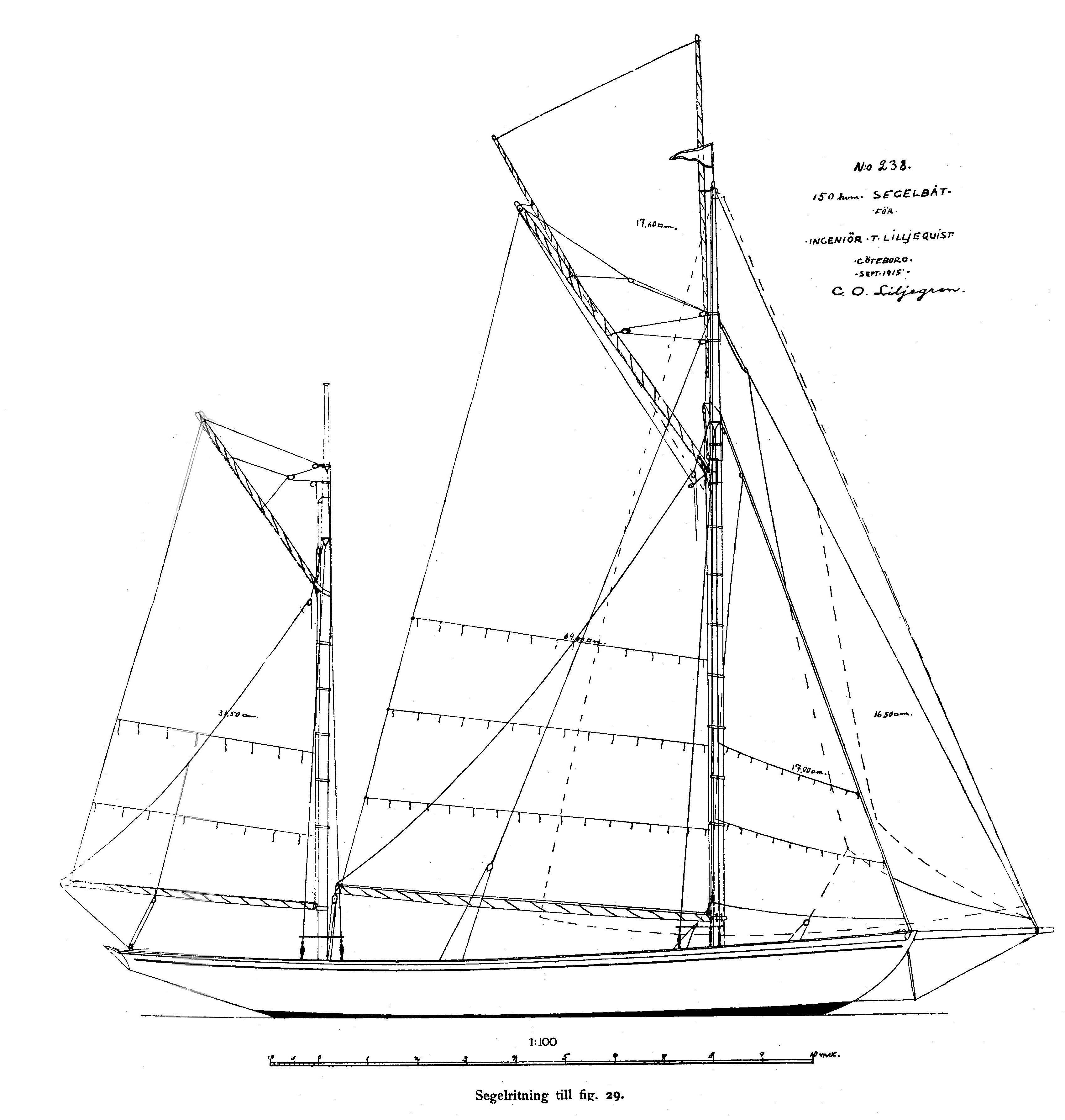
S/Y Gumman, ritning från 1915

C.O. Liljegren, egentligen Carl Oscar Liljegren, född 1865, död 1939, var en svensk-amerikansk ingenjör och båtkonstruktör.
C.O. Liljegren var bror till G.R. Liljegren, som drev G.R. Liljegrens båtvarv i Färjenäs på Hisingen i Göteborg från 1907 till in på 1920-talet.
C.O. Liljegren utbildade sig i båt- och skeppsbyggeri för bland andra Albert Anderson på Skeppsbyggnadsinstitutet (senare Chalmers tekniska högskola). Efter studietiden studerade han båtbyggeri i Storbritannien, Frankrike och Tyskland. Åren 1895–1896 var han anställd som konstruktör på Herreshoff Manufacturing Company i Bristol. Han återkom till Sverige under en tvåårsperiod, innan han flyttade till USA 1898 och stannade där i sex år. 
År 1907 konstruerade han i Sverige efter amerikanska förebilder Duo, som då var den snabbaste båten i landet. Den hade dubbel kilform, var 12 meter lång och 1,3 meter bred. Han konstruerade därefter flera båtar av denna typ. År 1910 i vann han "Entonnarpokalen" med segelbåten Agnes II i tävlan med båtar från sex andra länder i Kiel i Tyskland.
Han emigrerade slutligen till USA i början av 1920-talet.

## Konstruerade båtar i urval
- 1907 Racerbåten Duo, byggd på Stockholms Båtbyggeri, Saltsjöbaden
- 1907 Segelbåten Roxane II, R-regeln, Stockholms Båtbyggeri
- 1908  Segelbåten Agnes för källarmästaren Eduard Ohlson i Göteborg
- 1910 Segelbåten Agnes II, 6:a, för källarmästaren Eduard Ohlson i Göteborg
- 1916 S/Y Gathenhielm, en gaffelriggad ketch, byggd på G.R. Liljegrens varv, Göteborg
- 1916 Ketchen S/Y Gumman, för ingenjören T. Lilljequist, byggd på G.R. Liljegrens varv
- 1918 Segelbåten Primrose, byggd på G.R. Liljegrens varv
- 1921 Havskryssaren Natasja, havskryssare, bygd på Lundin & Johanssons varv, Göteborg